# Ann Nocenti
Ann "Annie" Nocenti (17 de gener de 1957) és una periodista escriptora, professora, editora i realitzadora nord-americana, coneguda especialment pel seu treball en els còmics. Com a editora de Marvel Comics, va editar The New Mutants (1984-1989) i The Uncanny X-Men (1984-1988). Amb artistes col·laboradors va crear personatges de Marvel com Typhoid Mary, Blackheart, Longshot, Mojo, i Spiral. Nocenti és particularment coneguda pels seus oberts punts de vista polítics. Alguns se centren en la situació de la dona en la societat, així com el paper del govern, sobretot durant la seva carrera en Daredevil, el que va provocar un conflicte amb l'editorial Marvel Comics.
El 2023 va ser inclosa al Saló de la Fama del Premi Eisner.